# Vallis
Vallis er betegnelsen for en dal på Månen. De fleste vallis er opkaldt efter videnskabsmænd, især astronomer. Men der findes også Vallis Bohr opkaldt efter Niels Bohr og Vallis Planck opkaldt efter Max Planck samt Vallis Alpes opkaldt efter Alperne. Mange af dalene er endvidere opkaldt efter kratere, som de støder op til.